# 2026-os labdarúgó-világbajnokság-selejtező (AFC – 2. forduló)
A 2026-os labdarúgó-világbajnokság ázsiai selejtezőjének 2. fordulójának mérkőzéseit – ami egyben a 2027-es Ázsia-kupa selejtezője is volt – 2023. november 16. és 2024. június 11. között játszották.

## Formátum
A 36 résztvevőt 9 darab négycsapatos csoportba sorsolták, ahol oda-visszavágós körmérkőzéseket játszottak egymással. Az 1. forduló 10 továbbjutójához csatlakozott 26 csapat.
A csoportok győztesei és második helyezettjei továbbjutottak a 3. fordulóba és kijutottak a 2027-es Ázsia-kupára. A harmadik és negyedik helyezettek az Ázsia-kupa selejtezőjének 3. fordulójába kerültek.

## Kiemelés
A kiemelés a 2023 júliusi FIFA-világranglista alapján történt. Zárójelben a csapatok helyezése olvasható. A 2. forduló sorsolását 2023. július 27-én, helyi idő szerint 16 órától tartották az AFC székházában, Kuala Lumpurban. Az 1. forduló továbbjutói a sorsoláskor ismeretlenek voltak.
| 1. kalap | 2. kalap | 3. kalap | 4. kalap |
| --- | --- | --- | --- |
| 1. Japán (20.) 2. Irán (22.) 3. Ausztrália (27.) 4. Dél-Korea (28.) 5. Szaúd-Arábia (54.) 6. Katar (59.) 7. Irak (70.) 8. Egyesült Arab Emírségek (72.) 9. Omán (73.) | 1. Üzbegisztán (74.) 2. Kína (80.) 3. Jordánia (82.) 4. Bahrein (86.) 5. Szíria (94.) 6. Vietnám (95.) 7. Palesztina (96.) 8. Kirgizisztán (97.) 9. India (99.) | 1. Libanon (100.) 2. Tádzsikisztán (110.) 3. Thaiföld (113.) 4. Észak-Korea (115.) 5. Fülöp-szigetek (135.) 6. Malajzia (136.) 7. Kuvait (137.) 8. Türkmenisztán (138.) | 1. Hongkong (149.) 2. Indonézia (150.) 3. Tajvan (153.) 4. Jemen (156.) 5. Afganisztán (157.) 6. Szingapúr (158.) 7. Mianmar (160.) 8. Nepál (175.) 9. Banglades (189.) 10. Pakisztán (201.) |

1. 1 2 3 4 5 6 7 8 9 10  Az első forduló továbbjutói ismeretlen voltak a sorsolás időpontjában.
2. ↑  A 4. kalap utolsó megmaradt csapataként áthelyezték a 3. kalapba.

## Naptár
A mérkőzéseket a következő napokon játszották:
| Játéknap    | Dátum(ok)          |
| ----------- | ------------------ |
| 1. játéknap | 2023. november 16. |
| 2. játéknap | 2023. november 21. |
| 3. játéknap | 2024. március 21.  |
| 4. játéknap | 2024. március 26.  |
| 5. játéknap | 2024. június 6.    |
| 6. játéknap | 2024. június 11.   |

## Csoportok

### A csoport
| Hely. | Csapat      | M | Gy | D | V | G+ | G– | Gk  | P  | Továbbjutás                                             |  | Katar | Kuvait | India | Afganisztán |
| ----- | ----------- | - | -- | - | - | -- | -- | --- | -- | ------------------------------------------------------- |  | ----- | ------ | ----- | ----------- |
| 1.    | Katar       | 6 | 5  | 1 | 0 | 18 | 3  | +15 | 16 | Továbbjutott a 3. fordulóba és kijutott az Ázsia-kupára |  | —     | 3–0    | 2–1   | 8–1         |
| 2.    | Kuvait      | 6 | 2  | 1 | 3 | 6  | 6  | 0   | 7  | Továbbjutott a 3. fordulóba és kijutott az Ázsia-kupára |  | 1–2   | —      | 0–1   | 1–0         |
| 3.    | India       | 6 | 1  | 2 | 3 | 3  | 7  | −4  | 5  | Továbbjutott a Ázsia-kupa selejtezőjének 3. fordulójába |  | 0–3   | 0–0    | —     | 1–2         |
| 4.    | Afganisztán | 6 | 1  | 2 | 3 | 3  | 14 | −11 | 5  | Továbbjutott a Ázsia-kupa selejtezőjének 3. fordulójába |  | 0–0   | 0–4    | 0–0   | —           |

| 2023. november 16. 18:45 (UTC+3) |

| Katar | 8–1               | Afganisztán |
| --- | ----------------- | ----------- |
| el-Hajdúsz 11' Ali 15' 26' 33' (11-esből) 45+3' (11-esből) Mesal 18' Áladín 53' (11-esből) el-Abdulah 90+4' | (6–1) Jegyzőkönyv | Sarífi 13'  |

| Halífa Nemzetközi Stadion, Doha Nézőszám: 19 374 Játékvezető: Nasrullo Kabirov (tádzsik) |

| 2023. november 16. 19:30 (UTC+3) |

| Kuvait | 0–1               | India     |
| ------ | ----------------- | --------- |
|        | (0–0) Jegyzőkönyv | Singh 75' |

| Dzsabir el-Áhmed Nemzetközi Stadion, Kuvaitváros Nézőszám: 32 786 Játékvezető: Shaun Evans (ausztrál) |

| 2023. november 21. 20:00 (UTC+3) |

| Afganisztán | 0–4               | Kuvait                                           |
| ----------- | ----------------- | ------------------------------------------------ |
|             | (0–1) Jegyzőkönyv | Al-Khaldi 18' (11-esből) 80' Daham 69' Saleh 82' |

| Al-Ettifaq Club Stadium, Khobar (Szaúd-Arábia) Nézőszám: 330 Játékvezető: Ahmed Faisal Al-Ali (jordán) |

| 2023. november 21. 19:00 (UTC+5:30) |

| India | 0–3               | Katar                            |
| ----- | ----------------- | -------------------------------- |
|       | (0–1) Jegyzőkönyv | Meshaal 4' Ali 47' Abdurisag 86' |

| Kalinga Stadion, Bhuvanesvar Nézőszám: 11 389 Játékvezető: Sivakorn Pu-udom (thaiföldi) |

| 2024. március 21. 21:30 (UTC+3) |

| Katar                    | 3–0               | Kuvait |
| ------------------------ | ----------------- | ------ |
| Afíf 47' 68' Al-Rawi 51' | (0–0) Jegyzőkönyv |        |

| Jassim bin Hamad Stadion, Al-Rajján Nézőszám: 9826 Játékvezető: Iida Jumpei (japán) |

| 2024. március 21. 22:00 (UTC+3) |

| Afganisztán | 0–0         | India |
| ----------- | ----------- | ----- |
|             | Jegyzőkönyv |       |

| Damac Club Stadium, Khamis Mushait (Szaúd-Arábia) Nézőszám: 3900 Játékvezető: Kim Hee-gon (dél-koreai) |

| 2024. március 26. 19:00 (UTC+5:30) |

| India                  | 1–2               | Afganisztán                         |
| ---------------------- | ----------------- | ----------------------------------- |
| Chhetri 38' (11-esből) | (1–0) Jegyzőkönyv | Akbari 70' Mukhammad 88' (11-esből) |

| Indira Gandhi Athletic Stadion, Gauháti Nézőszám: 8932 Játékvezető: Mohammed Al-Hoish (szaúd-arábiai) |

| 2024. március 26. 22:00 (UTC+3) |

| Kuvait    | 1–2               | Katar       |
| --------- | ----------------- | ----------- |
| Daham 79' | (0–0) Jegyzőkönyv | Ali 77' 80' |

| Ali Sabah Al-Salem Stadion, Farwaniya Nézőszám: 8460 Játékvezető: Sadullo Gulmurodi (tádzsik) |

| 2024. június 6. 19:00 (UTC+3) |

| Afganisztán | 0–0         | Katar |
| ----------- | ----------- | ----- |
|             | Jegyzőkönyv |       |

| Prince Abdullah bin Jalawi Sport City, Hofuf (Szaúd-Arábia) Nézőszám: 651 Játékvezető: Sivakorn Pu-udom (thaiföldi) |

| 2024. június 6. 19:00 (UTC+5:30) |

| India | 0–0         | Kuvait |
| ----- | ----------- | ------ |
|       | Jegyzőkönyv |        |

| Salt Lake Stadion, Kolkata Nézőszám: 58 921 Játékvezető: Ming Fu (kínai) |

| 2024. június 11. 18:45 (UTC+3) |

| Katar                 | 2–1               | India        |
| --------------------- | ----------------- | ------------ |
| Aymen 73' Al-Rawi 85' | (0–1) Jegyzőkönyv | Chhangte 37' |

| Jassim bin Hamad Stadion, Doha Nézőszám: 2816 Játékvezető: Kim Woo-sung (dél-koreai) |

| 2024. június 11. 18:45 (UTC+3) |

| Kuvait         | 1–0               | Afganisztán |
| -------------- | ----------------- | ----------- |
| Al Rashidi 81' | (0–0) Jegyzőkönyv |             |

| Sabah Al Salem Stadion, Kuvaitváros Nézőszám: 11 680 Játékvezető: Hiroyuki Kimura (japán) |

### B csoport
| Hely. | Csapat      | M | Gy | D | V | G+ | G– | Gk  | P  | Továbbjutás                                             |  | Japán | Észak-Korea | Szíria | Mianmar |
| ----- | ----------- | - | -- | - | - | -- | -- | --- | -- | ------------------------------------------------------- |  | ----- | ----------- | ------ | ------- |
| 1.    | Japán       | 6 | 6  | 0 | 0 | 24 | 0  | +24 | 18 | Továbbjutott a 3. fordulóba és kijutott az Ázsia-kupára |  | —     | 1–0         | 5–0    | 5–0     |
| 2.    | Észak-Korea | 6 | 3  | 0 | 3 | 11 | 7  | +4  | 9  | Továbbjutott a 3. fordulóba és kijutott az Ázsia-kupára |  | 0–3   | —           | 1–0    | 4–1     |
| 3.    | Szíria      | 6 | 2  | 1 | 3 | 9  | 12 | −3  | 7  | Továbbjutott a Ázsia-kupa selejtezőjének 3. fordulójába |  | 0–5   | 1–0         | —      | 7–0     |
| 4.    | Mianmar     | 6 | 0  | 1 | 5 | 3  | 28 | −25 | 1  | Továbbjutott a Ázsia-kupa selejtezőjének 3. fordulójába |  | 0–5   | 1–6         | 1–1    | —       |

| 2023. november 16. 19:00 (UTC+9) |

| Japán                                  | 5–0               | Mianmar |
| -------------------------------------- | ----------------- | ------- |
| Ueda 11' 45+4' 50' Kamada 28' Dóan 86' | (3–0) Jegyzőkönyv |         |

| Szuita Városi Labdarúgó-stadion, Szuita Nézőszám: 34 484 Játékvezető: Muhammad Taqi (szingapúri) |

| 2023. november 16. 20:00 (UTC+3) |

| Észak-Korea              | 1–0               | Szíria |
| ------------------------ | ----------------- | ------ |
| esz-Szoma 37' (11-esből) | (1–0) Jegyzőkönyv |        |

| Prince Abdullah Al-Faisal Sports City, Dzsidda Nézőszám: 4285 Játékvezető: Alirezá Fagáni (ausztrál) |

| 2023. november 21. 16:00 (UTC+6:30) |

| Mianmar           | 1–6               | Észak-Korea                                                                              |
| ----------------- | ----------------- | ---------------------------------------------------------------------------------------- |
| Win Naing Tun 77' | (0–3) Jegyzőkönyv | Csong Ilgvan 30' 54' 56' Choe Ju-song 34' (11-esből) Han Kwang-song 38' Ri Hyong-jin 70' |

| Thuwunna Stadion, Jangon Nézőszám: 9500 Játékvezető: Ilgiz Tantashev (üzbég) |

| 2023. november 21. 17:45 (UTC+3) |

| Szíria | 0–5               | Japán                                         |
| ------ | ----------------- | --------------------------------------------- |
|        | (0–3) Jegyzőkönyv | Kubo 32' Ueda 37' 40' Sugawara 47' Hosoya 82' |

| Prince Abdullah Al-Faisal Sports City, Dzsidda (Szaúd-Arábia) Nézőszám: 6130 Játékvezető: Ma Ning (kínai) |

| 2024. március 21. 19:23 (UTC+9) |

| Japán     | 1–0               | Észak-Korea |
| --------- | ----------------- | ----------- |
| Tanaka 2' | (1–0) Jegyzőkönyv |             |

| Japan National Stadion, Tokió Nézőszám: 59 354 Játékvezető: Adel Al-Naqbi (Egyesült Arab Emírségekbeli) |

| 2024. március 21. 18:00 (UTC+6:30) |

| Mianmar          | 1–1               | Szíria      |
| ---------------- | ----------------- | ----------- |
| Soe Moe Kyaw 35' | (1–0) Jegyzőkönyv | Al Dali 71' |

| Thuwunna Stadion, Jangon Nézőszám: 7580 Játékvezető: Hassan Akrami (iráni) |

| 2024. március 26. 22:00 (UTC+3) |

| Szíria                                                              | 7–0               | Mianmar |
| ------------------------------------------------------------------- | ----------------- | ------- |
| Hribín 30' 54' 63' (11-esből) Heszár 47' Adzsán 51' 68' ed-Dalí 80' | (1–0) Jegyzőkönyv |         |

| Prince Mohamed bin Fahd Stadion, Dammám (Szaúd-Arábia) Nézőszám: 3252 Játékvezető: Pranjal Banerjee (indiai) |

| 2024. március 26. |

| Észak-Korea | 0–3 (megállapított) | Japán |
| ----------- | ------------------- | ----- |
|             | Jegyzőkönyv         |       |

|  |

| 2024. június 6. 18:40 (UTC+6:30) |

| Mianmar | 0–5               | Japán                                     |
| ------- | ----------------- | ----------------------------------------- |
|         | (0–2) Jegyzőkönyv | Nakamura 17' 90+3' Dóan 37' Ogava 75' 83' |

| Thuwunna Stadion, Jangon Nézőszám: 21 200 Játékvezető: Majed Al-Shamrani (szaúd-arábiai) |

| 2024. június 6. 20:00 (UTC+7) |

| Szíria      | 1–0               | Észak-Korea |
| ----------- | ----------------- | ----------- |
| Csong 90+2' | (0–0) Jegyzőkönyv |             |

| Új Laosz Nemzetközi Stadion, Vientián (Laosz) Nézőszám: 100 Játékvezető: Salman Falahi (katari) |

| 2024. június 11. 19:14 (UTC+9) |

| Japán                                                                 | 5–0               | Szíria |
| --------------------------------------------------------------------- | ----------------- | ------ |
| Ueda 13' Dōan 19' Krouma 21' (öngól) Soma 73' (11-esből) Minamino 85' | (3–0) Jegyzőkönyv |        |

| Edion Peace Wing Hiroshima, Hirosima Nézőszám: 26 650 Játékvezető: Ahmad Al-Ali (kuvaiti) |

| 2024. június 11. 20:00 (UTC+7) |

| Észak-Korea                                     | 4–1               | Mianmar          |
| ----------------------------------------------- | ----------------- | ---------------- |
| Ri Il-song 12' Ri Jo-guk 16' 43' 87' (11-esből) | (3–0) Jegyzőkönyv | Wai Lin Aung 57' |

| Új Laosz Nemzetközi Stadion, Vientián (Laosz) Nézőszám: 141 Játékvezető: Shen Yinhao (kínai) |

### C csoport
| Hely. | Csapat    | M | Gy | D | V | G+ | G– | Gk  | P  | Továbbjutás                                             |  | Dél-Korea | Kína | Thaiföld | Szingapúr |
| ----- | --------- | - | -- | - | - | -- | -- | --- | -- | ------------------------------------------------------- |  | --------- | ---- | -------- | --------- |
| 1.    | Dél-Korea | 6 | 5  | 1 | 0 | 20 | 1  | +19 | 16 | Továbbjutott a 3. fordulóba és kijutott az Ázsia-kupára |  | —         | 1–0  | 1–1      | 5–0       |
| 2.    | Kína      | 6 | 2  | 2 | 2 | 9  | 9  | 0   | 8  | Továbbjutott a 3. fordulóba és kijutott az Ázsia-kupára |  | 0–3       | —    | 1–1      | 4–1       |
| 3.    | Thaiföld  | 6 | 2  | 2 | 2 | 9  | 9  | 0   | 8  | Továbbjutott a Ázsia-kupa selejtezőjének 3. fordulójába |  | 0–3       | 1–2  | —        | 3–1       |
| 4.    | Szingapúr | 6 | 0  | 1 | 5 | 5  | 24 | −19 | 1  | Továbbjutott a Ázsia-kupa selejtezőjének 3. fordulójába |  | 0–7       | 2–2  | 1–3      | —         |

1. 1 2  Egymás elleni pontszám: Kína 4, Thaiföld 1.

| 2023. november 16. 20:00 (UTC+9) |

| Dél-Korea                                                           | 5–0               | Szingapúr |
| ------------------------------------------------------------------- | ----------------- | --------- |
| Cso 44' Hvang H. 49' Szon 63' Hvang I. 68' (11-esből) I Kanging 85' | (1–0) Jegyzőkönyv |           |

| Szöuli Világbajnoki Stadion, Szöul Nézőszám: 64 381 Játékvezető: Bidzsán Hejdari (iráni) |

| 2023. november 16. 19:30 (UTC+7) |

| Thaiföld   | 1–2               | Kína                  |
| ---------- | ----------------- | --------------------- |
| Sarach 23' | (1–1) Jegyzőkönyv | Vu L. 29' Vang S. 74' |

| Racsamangala Stadion, Bangkok Nézőszám: 35 009 Játékvezető: Szalman Falahi (katari) |

| 2023. november 21. 20:00 (UTC+8) |

| Szingapúr  | 1–3               | Thaiföld                     |
| ---------- | ----------------- | ---------------------------- |
| Shawal 41' | (1–1) Jegyzőkönyv | Supachok 5' Suphanat 66' 87' |

| Nemzeti Stadion, Szingapúr Nézőszám: 29 644 Játékvezető: Ahmad Al-Ali (kuvaiti) |

| 2023. november 21. 20:00 (UTC+8) |

| Kína | 0–3               | Dél-Korea                                           |
| ---- | ----------------- | --------------------------------------------------- |
|      | (0–2) Jegyzőkönyv | Szon Hungmin 11' (11-esből) 45' Csong Szunghjon 87' |

| Shenzhen Universiade Sports Centre, Sencsen Nézőszám: 39 969 Játékvezető: Abdulramán al-Dzsasszím (katari) |

| 2024. március 21. 20:00 (UTC+9) |

| Dél-Korea        | 1–1               | Thaiföld     |
| ---------------- | ----------------- | ------------ |
| Szon Hungmin 42' | (1–0) Jegyzőkönyv | Suphanat 61' |

| Szöuli Világbajnoki Stadion, Szöul Nézőszám: 64 912 Játékvezető: Khalid Al-Turais (szaúd-arábiai) |

| 2024. március 21. 20:30 (UTC+8) |

| Szingapúr            | 2–2               | Kína             |
| -------------------- | ----------------- | ---------------- |
| Faris 53' Mahler 81' | (0–2) Jegyzőkönyv | Vu Lej 10' 45+2' |

| Nemzeti Stadion, Szingapúr Nézőszám: 28 414 Játékvezető: Shaun Evans (ausztrál) |

| 2024. március 26. 20:00 (UTC+8) |

| Kína                                                    | 4–1               | Szingapúr |
| ------------------------------------------------------- | ----------------- | --------- |
| Vu Lej 21' 85' Fernandinho 65' (11-esből) Vei Sihao 90' | (1–1) Jegyzőkönyv | Faris 22' |

| Tiencsini Olimpiai Stadion, Tiencsin Nézőszám: 42 977 Játékvezető: Omar Al-Ali (Egyesült Arab Emírségekbeli) |

| 2024. március 26. 19:30 (UTC+7) |

| Thaiföld | 0–3               | Dél-Korea                                               |
| -------- | ----------------- | ------------------------------------------------------- |
|          | (0–1) Jegyzőkönyv | Li Dzse-szong 19' Szon Hungmin 54' Park Dzsin-szeop 82' |

| Racsamangala Stadion, Bangkok Nézőszám: 45 458 Játékvezető: Adham Makhadmeh (jordán) |

| 2024. június 6. 20:00 (UTC+8) |

| Szingapúr | 0–7               | Dél-Korea                                                                               |
| --------- | ----------------- | --------------------------------------------------------------------------------------- |
|           | (0–2) Jegyzőkönyv | I Kanging 9' 54' Dzsu Minkyu 20' Szon Hungmin 53' 56' Bae Dzsunho 79' Hvang Hicshan 81' |

| Nemzeti Stadion, Szingapúr Nézőszám: 49 097 Játékvezető: Sadullo Gulmurodi (tádzsik) |

| 2024. június 6. 20:00 (UTC+8) |

| Kína                | 1–1               | Thaiföld     |
| ------------------- | ----------------- | ------------ |
| Behram Abduveli 79' | (0–1) Jegyzőkönyv | Supachok 20' |

| Senjangi Olimpiai Stadion, Senjang Nézőszám: 46 979 Játékvezető: Ilgiz Tantashev (üzbegisztáni) |

| 2024. június 11. 20:00 (UTC+9) |

| Dél-Korea     | 1–0               | Kína |
| ------------- | ----------------- | ---- |
| I Kanging 61' | (0–0) Jegyzőkönyv |      |

| Szöuli Világbajnoki Stadion, Szöul Nézőszám: 64 935 Játékvezető: Mohammed Al Hoish (szaúd-arábiai) |

| 2024. június 11. 19:30 (UTC+7) |

| Thaiföld                               | 3–1               | Szingapúr     |
| -------------------------------------- | ----------------- | ------------- |
| Suphanat 37' Poramet 79' Jaroensak 86' | (1–0) Jegyzőkönyv | Ik. Fandi 57' |

| Racsamangala Stadion, Bangkok Nézőszám: 39 404 Játékvezető: Mohanad Qasim Sarray (iraki) |

### D csoport
| Hely. | Csapat       | M | Gy | D | V | G+ | G– | Gk  | P  | Továbbjutás                                             |  | Omán | Kirgizisztán | Malajzia | Kínai Köztársaság |
| ----- | ------------ | - | -- | - | - | -- | -- | --- | -- | ------------------------------------------------------- |  | ---- | ------------ | -------- | ----------------- |
| 1.    | Omán         | 6 | 4  | 1 | 1 | 11 | 2  | +9  | 13 | Továbbjutott a 3. fordulóba és kijutott az Ázsia-kupára |  | —    | 1–1          | 2–0      | 3–0               |
| 2.    | Kirgizisztán | 6 | 3  | 2 | 1 | 13 | 7  | +6  | 11 | Továbbjutott a 3. fordulóba és kijutott az Ázsia-kupára |  | 1–0  | —            | 1–1      | 5–1               |
| 3.    | Malajzia     | 6 | 3  | 1 | 2 | 9  | 9  | 0   | 10 | Továbbjutott a Ázsia-kupa selejtezőjének 3. fordulójába |  | 0–2  | 4–3          | —        | 3–1               |
| 4.    | Tajvan       | 6 | 0  | 0 | 6 | 2  | 17 | −15 | 0  | Továbbjutott a Ázsia-kupa selejtezőjének 3. fordulójába |  | 0–3  | 0–2          | 0–1      | —                 |

| 2023. november 16. 19:00 (UTC+4) |

| Omán                                               | 3–0               | Tajvan |
| -------------------------------------------------- | ----------------- | ------ |
| Al-Malki 17' Pan Wen-chieh 41' (öngól) Saleh 90+2' | (2–0) Jegyzőkönyv |        |

| Sultan Qaboos Sports Complex, Maszkat Nézőszám: 4155 Játékvezető: Sadullo Gulmurodi (tádzsik) |

| 2023. november 16. 21:00 (UTC+8) |

| Malajzia                                       | 4–3               | Kirgizisztán                                    |
| ---------------------------------------------- | ----------------- | ----------------------------------------------- |
| Cools 7' 77' Brauzman 72' (öngól) Faisal 90+3' | (1–2) Jegyzőkönyv | Zhyrgalbek uulu 42' Batyrkanov 44' Ka. Merk 57' |

| Bukit Jalil National Stadium, Kuala Lumpur Nézőszám: 17 142 Játékvezető: Ammar Mahfoodh (bahreini) |

| 2023. november 21. 19:00 (UTC+8) |

| Tajvan | 0–1               | Malajzia |
| ------ | ----------------- | -------- |
|        | (0–0) Jegyzőkönyv | Lok 72'  |

| Taipei Municipal Stadium, Tajpej Nézőszám: 9521 Játékvezető: Majed Al-Shamrani (szaúd-arábiai) |

| 2023. november 21. 20:00 (UTC+6) |

| Kirgizisztán      | 1–0               | Omán |
| ----------------- | ----------------- | ---- |
| Abdurakhmanov 49' | (0–0) Jegyzőkönyv |      |

| Dolen Omurzakov Stadium, Biskek Nézőszám: 10 783 Játékvezető: Mooud Bonyadifard (iráni) |

| 2024. március 21. 16:00 (UTC+8) |

| Tajvan | 0–2               | Kirgizisztán                       |
| ------ | ----------------- | ---------------------------------- |
|        | (0–0) Jegyzőkönyv | Kichin 54' (11-esből) Ka. Merk 80' |

| Kaohsiung Nanzih Football Stadium, Kaohsziung Nézőszám: 1028 Játékvezető: Yahya Al-Mulla (Egyesült Arab Emírségekbeli) |

| 2024. március 21. 22:00 (UTC+4) |

| Omán                         | 2–0               | Malajzia |
| ---------------------------- | ----------------- | -------- |
| Al-Sabhi 58' Al-Ghassani 88' | (0–0) Jegyzőkönyv |          |

| Sultan Qaboos Sports Complex, Maszkat Nézőszám: 21 836 Játékvezető: Fu Ming (kínai) |

| 2024. március 26. 20:00 (UTC+6) |

| Kirgizisztán                                 | 5–1               | Tajvan                    |
| -------------------------------------------- | ----------------- | ------------------------- |
| Kojo 17' 38' 45' Brauzman 79' Ki. Merk 90+5' | (3–0) Jegyzőkönyv | Wu Yen-shu 87' (11-esből) |

| Dolen Omurzakov Stadium, Biskek Nézőszám: 13 657 Játékvezető: Ammar Mahfoodh (bahreini) |

| 2024. március 26. 22:00 (UTC+8) |

| Malajzia | 0–2               | Omán                                      |
| -------- | ----------------- | ----------------------------------------- |
|          | (0–1) Jegyzőkönyv | Al-Malki 45+4' (11-esből) Al-Ghafri 90+4' |

| Bukit Jalil National Stadium, Kuala Lumpur Nézőszám: 26 499 Játékvezető: Ko Hyung-jin (dél-koreai) |

| 2024. június 6. 19:00 (UTC+8) |

| Tajvan | 0–3               | Omán                     |
| ------ | ----------------- | ------------------------ |
|        | (0–1) Jegyzőkönyv | Al-Mushaifri 31' 55' 75' |

| Tajpej Városi Stadion, Tajpej Nézőszám: 5700 Játékvezető: Zaid Thamer (iraki) |

| 2024. június 6. 21:00 (UTC+6) |

| Kirgizisztán | 1–1               | Malajzia                  |
| ------------ | ----------------- | ------------------------- |
| Alykulov 24' | (1–1) Jegyzőkönyv | Abdurakhmanov 38' (öngól) |

| Dolen Omurzakov Stadium, Biskek Nézőszám: 14 135 Játékvezető: Adham Makhadmeh (jordán) |

| 2024. június 11. 20:00 (UTC+4) |

| Omán                  | 1–1               | Kirgizisztán   |
| --------------------- | ----------------- | -------------- |
| Tokotayev 57' (öngól) | (0–1) Jegyzőkönyv | Zarypbekov 19' |

| Sultan Qaboos Sports Complex, Maszkat Nézőszám: 13 754 Játékvezető: Alirezá Fagáni (ausztrál) |

| 2024. június 11. 21:00 (UTC+8) |

| Malajzia                              | 3–1               | Tajvan           |
| ------------------------------------- | ----------------- | ---------------- |
| Safawi 53' Paulo Josué 69' Adib 90+6' | (0–1) Jegyzőkönyv | Yu Yao-hsing 20' |

| Bukit Jalil National Stadium, Kuala Lumpur Nézőszám: 14 731 Játékvezető: Abdullah Jamali (kuvaiti) |

### E csoport
| Hely. | Csapat        | M | Gy | D | V | G+ | G– | Gk  | P  | Továbbjutás                                             |  | Irán | Üzbegisztán | Türkmenisztán | Hongkong |
| ----- | ------------- | - | -- | - | - | -- | -- | --- | -- | ------------------------------------------------------- |  | ---- | ----------- | ------------- | -------- |
| 1.    | Irán          | 6 | 4  | 2 | 0 | 16 | 4  | +12 | 14 | Továbbjutott a 3. fordulóba és kijutott az Ázsia-kupára |  | —    | 0–0         | 5–0           | 4–0      |
| 2.    | Üzbegisztán   | 6 | 4  | 2 | 0 | 13 | 4  | +9  | 14 | Továbbjutott a 3. fordulóba és kijutott az Ázsia-kupára |  | 2–2  | —           | 3–1           | 3–0      |
| 3.    | Türkmenisztán | 6 | 0  | 2 | 4 | 4  | 14 | −10 | 2  | Továbbjutott a Ázsia-kupa selejtezőjének 3. fordulójába |  | 0–1  | 1–3         | —             | 0–0      |
| 4.    | Hongkong      | 6 | 0  | 2 | 4 | 4  | 15 | −11 | 2  | Továbbjutott a Ázsia-kupa selejtezőjének 3. fordulójába |  | 2–4  | 0–2         | 2–2           | —        |

| 2023. november 16. 18:00 (UTC+3:30) |

| Irán                                     | 4–0               | Hongkong |
| ---------------------------------------- | ----------------- | -------- |
| Azmoun 12' 15' Taremi 87' Rezaeian 90+2' | (2–0) Jegyzőkönyv |          |

| Azadi Stadion, Teherán Nézőszám: 6191 Játékvezető: Nazmi Nasaruddin (maláj) |

| 2023. november 16. 19:00 (UTC+5) |

| Türkmenisztán | 1–3               | Üzbegisztán                       |
| ------------- | ----------------- | --------------------------------- |
| Durdyýew 44'  | (1–0) Jegyzőkönyv | Shukurov 57' 77' Shomurodov 90+1' |

| Ashgabat Stadion, Aşgabat Nézőszám: 19 500 Játékvezető: Hiroyuki Kimura (japán) |

| 2023. november 21. 20:00 (UTC+8) |

| Hongkong                 | 2–2               | Türkmenisztán   |
| ------------------------ | ----------------- | --------------- |
| Wong Wai 12' Camargo 65' | (1–2) Jegyzőkönyv | Mingazow 4' 36' |

| Hong Kong Stadium, Hongkong Nézőszám: 6601 Játékvezető: Adel Al-Naqbi (Egyesült Arab Emírségekbeli) |

| 2023. november 21. 18:00 (UTC+5) |

| Üzbegisztán            | 2–2               | Irán                    |
| ---------------------- | ----------------- | ----------------------- |
| Urunov 52' Sergeev 83' | (0–2) Jegyzőkönyv | Rezaeian 14' Taremi 38' |

| Milliy Stadion, Taskent Nézőszám: 32 551 Játékvezető: Mohammed Abdulla Hassan Mohamed (Egyesült Arab Emírségekbeli) |

| 2024. március 21. 20:00 (UTC+8) |

| Hongkong | 0–2               | Üzbegisztán                   |
| -------- | ----------------- | ----------------------------- |
|          | (0–0) Jegyzőkönyv | Shomurodov 49' Ashurmatov 66' |

| Mong Kok Stadium, Hongkong Nézőszám: 6263 Játékvezető: Kim Woo-sung (dél-koreai) |

| 2024. március 21. 19:30 (UTC+3:30) |

| Irán                                                  | 5–0               | Türkmenisztán |
| ----------------------------------------------------- | ----------------- | ------------- |
| Kanaani 10' 48' Azmoun 13' Mohebi 56' Noorafkan 90+2' | (2–0) Jegyzőkönyv |               |

| Azadi Stadium, Teherán Nézőszám: 23 109 Játékvezető: Yusuke Araki (japán) |

| 2024. március 26. 19:30 (UTC+5) |

| Üzbegisztán                           | 3–0               | Hongkong |
| ------------------------------------- | ----------------- | -------- |
| Shomurodov 20' Erkinov 63' Urunov 70' | (1–0) Jegyzőkönyv |          |

| Milliy Stadium, Taskent Nézőszám: 29 584 Játékvezető: Ahmed Faisal Al-Ali (jordán) |

| 2024. március 26. 20:00 (UTC+5) |

| Türkmenisztán | 0–1               | Irán          |
| ------------- | ----------------- | ------------- |
|               | (0–1) Jegyzőkönyv | Ghayedi 45+5' |

| Ashgabat Stadion, Aşgabat Nézőszám: 10 230 Játékvezető: Sivakorn Pu-udom (thaiföldi) |

| 2024. június 6. 20:00 (UTC+8) |

| Hongkong                 | 2–4               | Irán                                                |
| ------------------------ | ----------------- | --------------------------------------------------- |
| Ma Hei Wai 14' Pinto 59' | (1–2) Jegyzőkönyv | Taremi 12' (11-esből) 34' (11-esből) 56' Azmoun 65' |

| Hongkong Stadion, Hongkong Nézőszám: 9992 Játékvezető: Qasim Al-Hatmi (ománi) |

| 2024. június 6. 19:30 (UTC+5) |

| Üzbegisztán                            | 3–1               | Türkmenisztán |
| -------------------------------------- | ----------------- | ------------- |
| Aliqulov 17' Urunov 29' Nasrullaev 70' | (2–1) Jegyzőkönyv | Tirkişow 25'  |

| Milliy Stadium, Taskent Nézőszám: 27 306 Játékvezető: Yusuke Araki (japán) |

| 2024. június 11. 20:30 (UTC+3:30) |

| Irán | 0–0         | Üzbegisztán |
| ---- | ----------- | ----------- |
|      | Jegyzőkönyv |             |

| Azadi Stadion, Teherán Nézőszám: 15 468 Játékvezető: Kim Jong-hyeok (dél-koreai) |

| 2024. június 11. 20:00 (UTC+5) |

| Türkmenisztán | 0–0         | Hongkong |
| ------------- | ----------- | -------- |
|               | Jegyzőkönyv |          |

| Asgabat Stadion, Aşgabat Nézőszám: 10 324 Játékvezető: Hussein Abo Yehia (libanoni) |

### F csoport
| Hely. | Csapat         | M | Gy | D | V | G+ | G– | Gk  | P  | Továbbjutás                                             |  | Irak | Indonézia | Vietnám | Fülöp-szigetek |
| ----- | -------------- | - | -- | - | - | -- | -- | --- | -- | ------------------------------------------------------- |  | ---- | --------- | ------- | -------------- |
| 1.    | Irak           | 6 | 6  | 0 | 0 | 17 | 2  | +15 | 18 | Továbbjutott a 3. fordulóba és kijutott az Ázsia-kupára |  | —    | 5–1       | 3–1     | 1–0            |
| 2.    | Indonézia      | 6 | 3  | 1 | 2 | 8  | 8  | 0   | 10 | Továbbjutott a 3. fordulóba és kijutott az Ázsia-kupára |  | 0–2  | —         | 1–0     | 2–0            |
| 3.    | Vietnám        | 6 | 2  | 0 | 4 | 6  | 10 | −4  | 6  | Továbbjutott a Ázsia-kupa selejtezőjének 3. fordulójába |  | 0–1  | 0–3       | —       | 3–2            |
| 4.    | Fülöp-szigetek | 6 | 0  | 1 | 5 | 3  | 14 | −11 | 1  | Továbbjutott a Ázsia-kupa selejtezőjének 3. fordulójába |  | 0–5  | 1–1       | 0–2     | —              |

| 2023. november 16. 17:45 (UTC+3) |

| Irak                                                         | 5–1               | Indonézia       |
| ------------------------------------------------------------ | ----------------- | --------------- |
| Resan 20' Amat 35' (öngól) Rashid 60' Amyn 81' Al-Hamadi 88' | (2–1) Jegyzőkönyv | Pattynama 45+3' |

| Basra International Stadium, Baszra Nézőszám: 64 447 Játékvezető: Ahmed Eisa (Egyesült Arab Emírségekbeli) |

| 2023. november 16. 19:00 (UTC+8) |

| Fülöp-szigetek | 0–2               | Vietnám                                   |
| -------------- | ----------------- | ----------------------------------------- |
|                | (0–1) Jegyzőkönyv | Nguyễn Văn Toàn 16' Nguyễn Đình Bắc 90+4' |

| Rizal Memorial Stadium, Manila Nézőszám: 10 378 Játékvezető: Rustam Lutfullin (üzbegisztáni) |

| 2023. november 21. 19:00 (UTC+8) |

| Fülöp-szigetek | 1–1               | Indonézia  |
| -------------- | ----------------- | ---------- |
| Reichelt 23'   | (1–0) Jegyzőkönyv | Saddil 70' |

| Rizal Memorial Stadium, Manila Nézőszám: 9880 Játékvezető: Kim Jong-hyeok (dél-koreai) |

| 2023. november 21. 19:00 (UTC+7) |

| Vietnám | 0–1               | Irak         |
| ------- | ----------------- | ------------ |
|         | (0–0) Jegyzőkönyv | M. Ali 90+7' |

| Mỹ Đình National Stadium, Hanoi Nézőszám: 20 568 Játékvezető: Abdulla Al-Marri (katari) |

| 2024. március 21. 20:30 (UTC+7) |

| Indonézia | 1–0               | Vietnám |
| --------- | ----------------- | ------- |
| Egy 52'   | (0–0) Jegyzőkönyv |         |

| Gelora Bung Karno Stadium, Jakarta Nézőszám: 57 696 Játékvezető: Salman Falahi (katari) |

| 2024. március 21. 22:00 (UTC+3) |

| Irak       | 1–0               | Fülöp-szigetek |
| ---------- | ----------------- | -------------- |
| M. Ali 84' | (0–0) Jegyzőkönyv |                |

| Basra International Stadium, Baszra Nézőszám: 63 750 Játékvezető: Abdullah Jamali (kuvaiti) |

| 2024. március 26. 19:00 (UTC+7) |

| Vietnám | 0–3               | Indonézia                              |
| ------- | ----------------- | -------------------------------------- |
|         | (0–2) Jegyzőkönyv | Idzes 9' Oratmangoen 23' Sananta 90+8' |

| Mỹ Đình National Stadium, Hanoi Nézőszám: 27 832 Játékvezető: Alirezá Fagáni (ausztrál) |

| 2024. március 26. 19:00 (UTC+8) |

| Fülöp-szigetek | 0–5               | Irak                                                           |
| -------------- | ----------------- | -------------------------------------------------------------- |
|                | (0–3) Jegyzőkönyv | Hussein 14' (11-esből) 36' Al-Ammari 30' Iqbal 62' Tahseen 77' |

| Rizal Memorial Stadium, Manila Nézőszám: 10 014 Játékvezető: Nazmi Nasaruddin (maláj) |

| 2024. június 6. 16:00 (UTC+7) |

| Indonézia | 0–2               | Irak                             |
| --------- | ----------------- | -------------------------------- |
|           | (0–0) Jegyzőkönyv | Hussein 54' (11-esből) Jasim 88' |

| Gelora Bung Karno Stadium, Jakarta Nézőszám: 60 245 Játékvezető: Shaun Evans (ausztrál) |

| 2024. június 6. 19:00 (UTC+7) |

| Vietnám                                      | 3–2               | Fülöp-szigetek           |
| -------------------------------------------- | ----------------- | ------------------------ |
| Nguyễn Tiến Linh 65' 76' Phạm Tuấn Hải 90+5' | (0–0) Jegyzőkönyv | Reichelt 62' Ingreso 89' |

| Mỹ Đình National Stadium, Hanoi Nézőszám: 11 568 Játékvezető: Hanna Hattab (szíriai) |

| 2024. június 11. 21:00 (UTC+3) |

| Irak                               | 3–1               | Vietnám           |
| ---------------------------------- | ----------------- | ----------------- |
| H. Ali 12' Jasim 71' Hussein 90+2' | (1–0) Jegyzőkönyv | Phạm Tuấn Hải 84' |

| Basra International Stadium, Baszra Nézőszám: 42 791 Játékvezető: Omar Al-Ali (Egyesült Arab Emírségekbeli) |

| 2024. június 11. 19:30 (UTC+7) |

| Indonézia          | 2–0               | Fülöp-szigetek |
| ------------------ | ----------------- | -------------- |
| Haye 32' Ridho 56' | (1–0) Jegyzőkönyv |                |

| Gelora Bung Karno Stadium, Jakarta Játékvezető: Rustam Lutfullin (üzbegisztáni) |

### G csoport
| Hely. | Csapat        | M | Gy | D | V | G+ | G– | Gk  | P  | Továbbjutás                                             |  | Jordánia | Szaúd-Arábia | Tádzsikisztán | Pakisztán |
| ----- | ------------- | - | -- | - | - | -- | -- | --- | -- | ------------------------------------------------------- |  | -------- | ------------ | ------------- | --------- |
| 1.    | Jordánia      | 6 | 4  | 1 | 1 | 16 | 4  | +12 | 13 | Továbbjutott a 3. fordulóba és kijutott az Ázsia-kupára |  | —        | 0–2          | 3–0           | 7–0       |
| 2.    | Szaúd-Arábia  | 6 | 4  | 1 | 1 | 12 | 3  | +9  | 13 | Továbbjutott a 3. fordulóba és kijutott az Ázsia-kupára |  | 1–2      | —            | 1–0           | 4–0       |
| 3.    | Tádzsikisztán | 6 | 2  | 2 | 2 | 11 | 7  | +4  | 8  | Továbbjutott a Ázsia-kupa selejtezőjének 3. fordulójába |  | 1–1      | 1–1          | —             | 3–0       |
| 4.    | Pakisztán     | 6 | 0  | 0 | 6 | 1  | 26 | −25 | 0  | Továbbjutott a Ázsia-kupa selejtezőjének 3. fordulójába |  | 0–3      | 0–3          | 1–6           | —         |

1. ↑  Szaúd-Arábia a 2027-es Ázsia-kupa rendezőjeként már résztvevője a tornának.

| 2023. november 16. 19:30 (UTC+3) |

| Szaúd-Arábia                                          | 4–0               | Pakisztán |
| ----------------------------------------------------- | ----------------- | --------- |
| Al-Shehri 6' 48' (11-esből) Ghareeb 90+1' Radif 90+6' | (1–0) Jegyzőkönyv |           |

| Al-Fateh SC Stadium, Al-Mubarraz Nézőszám: 11 150 Játékvezető: Hanna Hattab (szíriai) |

| 2023. november 16. 18:00 (UTC+5) |

| Tádzsikisztán | 1–1               | Jordánia        |
| ------------- | ----------------- | --------------- |
| Samiev 89'    | (0–0) Jegyzőkönyv | Al-Naimat 90+3' |

| Pamír Stadion, Dusanbe Nézőszám: 13 650 Játékvezető: Ali Sabah (iraki) |

| 2023. november 21. 14:00 (UTC+5) |

| Pakisztán | 1–6               | Tádzsikisztán                                                       |
| --------- | ----------------- | ------------------------------------------------------------------- |
| Nabi 21'  | (1–4) Jegyzőkönyv | Kamolov 9' 66' Soirov 13' Umarbayev 26' Panjshanbe 45' Samiev 90+1' |

| Jinnah Sports Stadium, Iszlámábád Nézőszám: 18 316 Játékvezető: Yusuke Araki (japán) |

| 2023. november 21. 19:00 (UTC+3) |

| Jordánia | 0–2               | Szaúd-Arábia     |
| -------- | ----------------- | ---------------- |
|          | (0–2) Jegyzőkönyv | Al-Shehri 8' 30' |

| Amman International Stadium, Ammán Nézőszám: 13 845 Játékvezető: Ahmed Al-Kaf (ománi) |

| 2024. március 21. 14:00 (UTC+5) |

| Pakisztán | 0–3               | Jordánia                              |
| --------- | ----------------- | ------------------------------------- |
|           | (0–2) Jegyzőkönyv | Al-Taamari 2' 86' Olwan 9' (11-esből) |

| Jinnah Sports Stadium, Iszlámábád Nézőszám: 9625 Játékvezető: Rustam Lutfullin (üzbegisztáni) |

| 2024. március 21. 22:00 (UTC+3) |

| Szaúd-Arábia   | 1–0               | Tádzsikisztán |
| -------------- | ----------------- | ------------- |
| Al-Dawsari 23' | (1–0) Jegyzőkönyv |               |

| King Saud University Stadium, Rijád Nézőszám: 18 756 Játékvezető: Muhammad Taqi (szingapúri) |

| 2024. március 26. 21:00 (UTC+3) |

| Jordánia                                                                  | 7–0               | Pakisztán |
| ------------------------------------------------------------------------- | ----------------- | --------- |
| Al-Taamari 15' 62' 79' Al-Naimat 28' Al-Rosan 52' Olwan 75' Abu Zraiq 83' | (2–0) Jegyzőkönyv |           |

| Amman International Stadium, Ammán Nézőszám: 14 695 Játékvezető: Nivon Robesh Gamini (Srí Lanka-i) |

| 2024. március 26. 20:00 (UTC+5) |

| Tádzsikisztán | 1–1               | Szaúd-Arábia    |
| ------------- | ----------------- | --------------- |
| Soirov 80'    | (0–0) Jegyzőkönyv | Al-Buraikan 46' |

| Pamír Stadion, Dusanbe Nézőszám: 13 300 Játékvezető: Kim Jong-hyeok (dél-koreai) |

| 2024. június 6. 20:30 (UTC+5) |

| Pakisztán | 0–3               | Szaúd-Arábia                      |
| --------- | ----------------- | --------------------------------- |
|           | (0–2) Jegyzőkönyv | Al-Buraikan 26' 41' Al-Juwayr 59' |

| Jinnah Sports Stadium, Iszlámábád Nézőszám: 20 124 Játékvezető: Ammar Mahfoodh (bahreini) |

| 2024. június 6. 20:30 (UTC+3) |

| Jordánia                            | 3–0               | Tádzsikisztán |
| ----------------------------------- | ----------------- | ------------- |
| Olwan 51' Al-Naimat 68' Sadeh 90+4' | (0–0) Jegyzőkönyv |               |

| Amman International Stadium, Ammán Nézőszám: 14 795 Játékvezető: Ahmed Al-Kaf (ománi) |

| 2024. június 11. 20:00 (UTC+5) |

| Tádzsikisztán                          | 3–0               | Pakisztán |
| -------------------------------------- | ----------------- | --------- |
| Mabatshoev 35' Safarov 65' Hanonov 70' | (1–0) Jegyzőkönyv |           |

| Pamír Stadion, Dusanbe Nézőszám: 7800 Játékvezető: Mooud Bonyadifard (iráni) |

| 2024. június 11. 21:00 (UTC+3) |

| Szaúd-Arábia | 1–2               | Jordánia                    |
| ------------ | ----------------- | --------------------------- |
| Lajami 16'   | (1–2) Jegyzőkönyv | Olwan 27' Al-Rawabdeh 45+2' |

| KSU Stadion, Rijád Nézőszám: 17 871 Játékvezető: Adel Al-Naqbi (Egyesült Arab Emírségekbeli) |

### H csoport
| Hely. | Csapat                  | M | Gy | D | V | G+ | G– | Gk  | P  | Továbbjutás                                             |  | Egyesült Arab Emírségek | Bahrein | Jemen | Nepál |
| ----- | ----------------------- | - | -- | - | - | -- | -- | --- | -- | ------------------------------------------------------- |  | ----------------------- | ------- | ----- | ----- |
| 1.    | Egyesült Arab Emírségek | 6 | 5  | 1 | 0 | 16 | 2  | +14 | 16 | Továbbjutott a 3. fordulóba és kijutott az Ázsia-kupára |  | —                       | 1–1     | 2–1   | 4–0   |
| 2.    | Bahrein                 | 6 | 3  | 2 | 1 | 11 | 3  | +8  | 11 | Továbbjutott a 3. fordulóba és kijutott az Ázsia-kupára |  | 0–2                     | —       | 0–0   | 3–0   |
| 3.    | Jemen                   | 6 | 1  | 2 | 3 | 5  | 9  | −4  | 5  | Továbbjutott a Ázsia-kupa selejtezőjének 3. fordulójába |  | 0–3                     | 0–2     | —     | 2–2   |
| 4.    | Nepál                   | 6 | 0  | 1 | 5 | 2  | 20 | −18 | 1  | Továbbjutott a Ázsia-kupa selejtezőjének 3. fordulójába |  | 0–2                     | 0–5     | 0–4   | —     |

| 2023. november 16. 19:45 (UTC+4) |

| Egyesült Arab Emírségek                               | 4–0               | Nepál |
| ----------------------------------------------------- | ----------------- | ----- |
| Al Hammadi 11' Mabkhout 36' (11-esből) 44' Lima 45+1' | (4–0) Jegyzőkönyv |       |

| Al Maktoum Stadium, Dubaj Nézőszám: 3640 Játékvezető: Hettikamkanamge Perera (Srí Lanka-i) |

| 2023. november 16. 21:00 (UTC+3) |

| Jemen | 0–2               | Bahrein                            |
| ----- | ----------------- | ---------------------------------- |
|       | (0–1) Jegyzőkönyv | Marhoon 38' Al-Zubaidi 48' (öngól) |

| Prince Sultan bin Abdul Aziz Stadium, Abha (Szaúd-Arábia) Nézőszám: 1291 Játékvezető: Kim Jong-hyeok (dél-koreai) |

| 2023. november 21. 19:00 (UTC+5:45) |

| Nepál | 0–2               | Jemen                         |
| ----- | ----------------- | ----------------------------- |
|       | (0–0) Jegyzőkönyv | O. Al-Dahi 72' M. Al-Dahi 90' |

| Dasharath Rangasala, Katmandu Nézőszám: 13 735 Játékvezető: Shen Yinhao (kínai) |

| 2023. november 21. 18:45 (UTC+3) |

| Bahrein | 0–2               | Egyesült Arab Emírségek             |
| ------- | ----------------- | ----------------------------------- |
|         | (0–1) Jegyzőkönyv | Ramadan 36' Mabkhout 90' (11-esből) |

| Bahrain National Stadium, Riffa Nézőszám: 18 267 Játékvezető: Mohammed Al-Hoish (szaúd-arábiai) |

| 2024. március 21. 22:00 (UTC+4) |

| Egyesült Arab Emírségek       | 2–1               | Jemen              |
| ----------------------------- | ----------------- | ------------------ |
| Saleh 24' (11-esből) Adil 72' | (1–0) Jegyzőkönyv | Idrees 69' (öngól) |

| Al Nahyan Stadium, Abu-Dzabi Nézőszám: 2948 Játékvezető: Mohanad Qasim Sarray (iraki) |

| 2024. március 21. 22:00 (UTC+3) |

| Nepál | 0–5               | Bahrein                                                             |
| ----- | ----------------- | ------------------------------------------------------------------- |
|       | (0–3) Jegyzőkönyv | Al-Humaidan 2' Baqer 4' Madan 45+4' Al-Khattal 87' Abdullatif 90+6' |

| Bahrain National Stadium, Riffa (Bahrein) Nézőszám: 5041 Játékvezető: Alex King (ausztrál) |

| 2024. március 26. 22:00 (UTC+3) |

| Bahrein                                    | 3–0               | Nepál |
| ------------------------------------------ | ----------------- | ----- |
| Baqer 7' Helal 18' (11-esből) Al-Aswad 36' | (3–0) Jegyzőkönyv |       |

| Bahrain National Stadium, Riffa Nézőszám: 2475 Játékvezető: Ryo Tanimoto (japán) |

| 2024. március 26. 22:00 (UTC+3) |

| Jemen | 0–3               | Egyesült Arab Emírségek |
| ----- | ----------------- | ----------------------- |
|       | (0–3) Jegyzőkönyv | Lima 14' 22' Adil 35'   |

| Prince Saud bin Jalawi Stadium, Khobar (Szaúd-Arábia) Nézőszám: 1135 Játékvezető: Ilgiz Tantashev (üzbegisztáni) |

| 2024. június 6. 19:00 (UTC+3) |

| Nepál | 0–4               | Egyesült Arab Emírségek                |
| ----- | ----------------- | -------------------------------------- |
|       | (0–2) Jegyzőkönyv | Abdalla 12' 14' Saleh 53' Mohammad 75' |

| Prince Mohamed bin Fahd Stadium, Dammám (Szaúd-Arábia) Nézőszám: 2450 Játékvezető: Payam Heydari (iráni) |

| 2024. június 6. 20:30 (UTC+3) |

| Bahrein | 0–0         | Jemen |
| ------- | ----------- | ----- |
|         | Jegyzőkönyv |       |

| Bahrain National Stadium, Riffa Nézőszám: 2632 Játékvezető: Nazmi Nasaruddin (maláj) |

| 2024. június 11. 21:00 (UTC+4) |

| Egyesült Arab Emírségek | 1–1               | Bahrein        |
| ----------------------- | ----------------- | -------------- |
| Adil 10'                | (1–1) Jegyzőkönyv | Abduljabbar 4' |

| Zabeel Stadium, Dubaj Nézőszám: 953 Játékvezető: Ma Ning (kínai) |

| 2024. június 11. 21:00 (UTC+3) |

| Jemen                                      | 2–2               | Nepál               |
| ------------------------------------------ | ----------------- | ------------------- |
| Al-Gahwashi 9' (11-esből) M. Al-Dahi 90+1' | (1–1) Jegyzőkönyv | Bista 22' Karki 66' |

| Prince Mohamed bin Fahd Stadium, Dammám (Szaúd-Arábia) Nézőszám: 905 Játékvezető: Ahmad Ibrahim (jordán) |

### I csoport
| Hely. | Csapat     | M | Gy | D | V | G+ | G– | Gk  | P  | Továbbjutás                                             |  | Ausztrália (ország) | Palesztina | Libanon | Banglades |
| ----- | ---------- | - | -- | - | - | -- | -- | --- | -- | ------------------------------------------------------- |  | ------------------- | ---------- | ------- | --------- |
| 1.    | Ausztrália | 6 | 6  | 0 | 0 | 22 | 0  | +22 | 18 | Továbbjutott a 3. fordulóba és kijutott az Ázsia-kupára |  | —                   | 5–0        | 2–0     | 7–0       |
| 2.    | Palesztina | 6 | 2  | 2 | 2 | 6  | 6  | 0   | 8  | Továbbjutott a 3. fordulóba és kijutott az Ázsia-kupára |  | 0–1                 | —          | 0–0     | 5–0       |
| 3.    | Libanon    | 6 | 1  | 3 | 2 | 5  | 8  | −3  | 6  | Továbbjutott a Ázsia-kupa selejtezőjének 3. fordulójába |  | 0–5                 | 0–0        | —       | 4–0       |
| 4.    | Banglades  | 6 | 0  | 1 | 5 | 1  | 20 | −19 | 1  | Továbbjutott a Ázsia-kupa selejtezőjének 3. fordulójába |  | 0–2                 | 0–1        | 1–1     | —         |

| 2023. november 16. 20:10 (UTC+11) |

| Ausztrália                                                | 7–0               | Banglades |
| --------------------------------------------------------- | ----------------- | --------- |
| Souttar 4' Borrello 20' Duke 37' 40' Maclaren 48' 70' 84' | (4–0) Jegyzőkönyv |           |

| Melbourne Rectangular Stadium, Melbourne Nézőszám: 20 876 Játékvezető: Ahrol Risqullaev (üzbegisztáni) |

| 2023. november 16. 18:00 (UTC+4) |

| Libanon | 0–0         | Palesztina |
| ------- | ----------- | ---------- |
|         | Jegyzőkönyv |            |

| Khalid bin Mohammed Stadium, Sardzsa (Egyesült Arab Emírségek) Nézőszám: 200 Játékvezető: Adham Makhadmeh (jordán) |

| 2023. november 21. 17:45 (UTC+6) |

| Banglades    | 1–1               | Libanon   |
| ------------ | ----------------- | --------- |
| Morsalin 72' | (0–0) Jegyzőkönyv | Osman 67' |

| Bashundhara Kings Arena, Dakka Nézőszám: 6297 Játékvezető: Kim Dae-yong (dél-koreai) |

| 2023. november 21. 17:00 (UTC+3) |

| Palesztina | 0–1               | Ausztrália  |
| ---------- | ----------------- | ----------- |
|            | (0–1) Jegyzőkönyv | Souttar 18' |

| Jaber Al-Ahmad International Stadium, Kuvaitváros (Kuvait) Nézőszám: 14 537 Játékvezető: Qasim Al-Hatmi (ománi) |

| 2024. március 21. 20:10 (UTC+11) |

| Ausztrália           | 2–0               | Libanon |
| -------------------- | ----------------- | ------- |
| Baccus 5' Rowles 54' | (1–0) Jegyzőkönyv |         |

| Western Sydney Stadion, Sydney Nézőszám: 27 026 Játékvezető: Khamis Al-Marri (katari) |

| 2024. március 21. 21:30 (UTC+3) |

| Palesztina                              | 5–0               | Banglades |
| --------------------------------------- | ----------------- | --------- |
| Dabbagh 43' 53' 77' S. Qunbar 45+1' 49' | (2–0) Jegyzőkönyv |           |

| Jaber Al-Ahmad International Stadium, Kuvaitváros (Kuvait) Nézőszám: 37 432 Játékvezető: Shen Yinhao (kínai) |

| 2024. március 26. 15:30 (UTC+6) |

| Banglades | 0–1               | Palesztina      |
| --------- | ----------------- | --------------- |
|           | (0–0) Jegyzőkönyv | Termanini 90+4' |

| Bashundhara Kings Arena, Dakka Nézőszám: 5195 Játékvezető: Nasrullo Kabirov (tádzsik) |

| 2024. március 26. 19:45 (UTC+11) |

| Libanon | 0–5               | Ausztrália                                             |
| ------- | ----------------- | ------------------------------------------------------ |
|         | (0–1) Jegyzőkönyv | Yengi 2' Jradi 47' (öngól) Goodwin 48' 81' Iredale 68' |

| Canberra Stadion, Canberra (Ausztrália) Nézőszám: 25 023 Játékvezető: Mooud Bonyadifard (iráni) |

| 2024. június 6. 16:45 (UTC+6) |

| Banglades | 0–2               | Ausztrália            |
| --------- | ----------------- | --------------------- |
|           | (0–1) Jegyzőkönyv | Hrustic 29' Yengi 62' |

| Bashundhara Kings Arena, Dakka Nézőszám: 5227 Játékvezető: Jansen Foo (szingapúri) |

| 2024. június 6. 19:00 (UTC+3) |

| Palesztina | 0–0         | Libanon |
| ---------- | ----------- | ------- |
|            | Jegyzőkönyv |         |

| Jassim bin Hamad Stadium, Doha (Katar) Nézőszám: 2428 Játékvezető: Abdulramán al-Dzsasszím (katari) |

| 2024. június 11. 20:10 (UTC+8) |

| Ausztrália                                                             | 5–0               | Palesztina |
| ---------------------------------------------------------------------- | ----------------- | ---------- |
| Yengi 5' (11-esből) 41' Taggart 26' Boyle 53' Irankunda 87' (11-esből) | (3–0) Jegyzőkönyv |            |

| Perth Rectangular Stadium, Perth Nézőszám: 18 261 Játékvezető: Khalid Al-Turais (szaúd-arábiai) |

| 2024. június 11. 19:00 (UTC+3) |

| Libanon                                   | 4–0               | Banglades |
| ----------------------------------------- | ----------------- | --------- |
| Maatouk 5' (11-esből) 49' 60' Matar 45+2' | (2–0) Jegyzőkönyv |           |

| Halífa Nemzetközi Stadion, Al-Rajján (Katar) Nézőszám: 13 721 Játékvezető: Razlan Joffri Ali (maláj) |